# MotoGP 25
MotoGP 25 è un videogioco di corsa basato sulla MotoGP, pubblicato il 30 aprile del 2025 dalla Milestone.

## Circuiti
- Jerez
- Motegi
- Mugello
- Catalunya
- Assen
- Le Mans
- Sachsenring
- Brno
- Phillip Island
- Sepang
- Valencia

## Telecronisti
in italiano:  Guido Meda